# Haloplankton
Haloplankton – plankton wód morskich, w odróżnieniu od słodkowodnego limnoplanktonu.
Ze względu na głębokość pod powierzchnią wody środowisko morskie dzieli się na:
1. toń wodną – pelagial
2. dno – bental

Haloplankton żyjący w warstwie powierzchniowej przystosował się do warunków w następujący sposób:
- część glonów morskich (np. Ditylum brightwelli oraz Pyrocystis noctiluca) potrafi zamienić dwuwartościowy (Ca2+, Mg2+) na jednowartościowy (Na+, K+) w soku komórkowym i tym samym może regulować prędkość opadania
- ciężar właściwy zbliżony do ciężaru wody
- wykształcenie wyrostków zwiększających powierzchnię

## Strefy biologiczne toni wodnej i warunki życia

### Strefa nerytyczna
Wody tej strefy charakteryzują się dużą zmiennością zasolenia i temperatury. Zamieszkują ją gatunki euryhalinowe i gatunki eurytermiczne, tj. tolerujące wahania tych czynników. W wyniku bezpośredniego kontaktu z lądem spływy rzeczne i powierzchniowe wody wprowadzają dużo biogenów, powodując wysoką produktywność fitoplanktonu. Strefa ta, zaliczana jest do najżyźniejszych i najbardziej produktywnych.

### Wody otwartego oceanu
Strefa ta cechuje się większą stabilnością czynników środowiskowych. Wraz ze stopniowym wzrostem głębokości zmieniają się główne czynniki: spadek temperatury, brak światła, wzrost ciśnienia. Malejące zasoby środowiska – umożliwiają osiedlenie najlepiej przystosowanych gatunków. Wody te dzielimy na: epipelagial, mezopelagial, batypelagial, abysoplegial.

#### Epipelagial
Jest to strefa produkcji pierwotnej Wszechoceanu. Stanowi bazę pokarmową dla pozostałych poziomów troficznych. Zasolenie sprzyja występowaniu gatunków stenohalinowych, z kolei temperatura sprzyja występowaniu stenotermów zimno- lub ciepłolubnych z wyjątkiem strefy umiarkowanej.

#### Mezopelagial
Warstwa światła rozproszonego, w której nie występuje fotosynteza i fitoplankton. Korzystne warunki pokarmowe panują dzięki opadającej materii organicznej. W strefie tej licznie występują ryby i głowonogi.

#### Batypelagial – wody ciemne
Strefę tę zamieszkują krewetki, kałamarnice, ryby posiadają właściwości świecenia – zjawisko to zachodzi dzięki fotoforom.

## Strefy biologiczne bentalu i warunki życia
Bental jest strefą denną znajdującą się w granicach ciemnej przestrzeni głębinowej i abisobentalu. Jest to strefa, której siedliskiem jest bentos. Warunki życia zależą od rodzaju podłoża, głębokości oraz fizycznych i chemicznych toni wodnej nad dnem oraz czynników biotycznych. Bental można podzielić na:
- strefę przybrzeżną, w której można wyróżnić:
  - supralitoral
  - strefa pływów
  - eulitoral podwodny
  - sublitoral
- batial leżący w stoku kontynentalnym
- abysal obejmujący baseny oceaniczne
- handal – poniżej 6000 m głębokości

## Strefa przybrzeżna

### Supraliotoral
Jest najlepiej rozwinięty w strefie umiarkowanej. Organizmy tej strefy są narażone na silne uderzenia fal oraz gwałtowne zmiany czynników środowiskowych: dobowe wahania temperatury, szybkie i silne zasolenie. Na dnie kamienistym występują organizmy o mocnym szkielecie zewnętrznym i zdolnościach przymocowania się do podłoża np. pąkla (Balanus) – na stałe przytwierdzona do podłoża oraz czareczka (Patella) – silnie przytwierdzona do podłoża. Z kolei supralitoral dna piaszczystego, na granicy mokrego piasku i suchej plaży sprzyja występowaniu gatunków morskich i lądowych takich jak: pająki, owady, drobne ssaki, żerujące ptaki.

### Strefa pływów
W czasie przypływu organizmy oddychają tlenem rozpuszczonym w wodzie. Zamieszkują ją głównie gatunki eurytopowe. Na dnie kamienistym występują brunatnice głównie z rodzaju Pelvetia i Fucus. Zooplankton stanowią: gąbki, jamochłony, szkarłupnie, mięczaki. Większość gatunków prowadzi osiadły lub mało ruchliwy tryb życia, przytwierdzają się do podłoży lub chowają pod kamień czy kępy glonów. Wynika to z ruchów wody, które w tej strefie są bardzo silne. W strefie pływów na dnie piaszczystym występują małże zasypujące się piaskiem z rodzaju: Cardium, Venus, Mya, a na powierzchni żyją przegrzebki poruszające się skokami.

### Sublitoral
Strefa sublitroalu została podzielona na górną i dolną stale pokrytą wodą. Na dnie kamienistym występują głównie brunatnice. Natomiast na dnie piaszczystym dominują zagrzebujące się gatunki. Występują małże, zwiększa się również liczebność wieloszczetów. Dno pokrywają osady sprzyjające rozwojowi gatunków mułożernych. W osłoniętych zatokach tworzą się rozległe łąki podwodne.

## Głębokie dno oceanu
W tej strefie dominują gatunki stenobiontyczne. Trudne warunki powodują obniżanie się liczebności i biomasy zoobentosu. Dno pokrywa muł, co sprzyja rozwojowi tzw. mułojadów. Pozostałe organizmy wykształciły wiele przystosowań umożliwiających im zakotwiczenie w grząskim podłożu. Głębinowe kraby posiadają kończyny zaopatrzone w kolczaste wyrostki, a kikutnice wykształciły szczudłowate odnóża.
Batial w górnej części jest produktywny. Wraz z głębokością zmniejsza się liczebność i biomasa zoobentosu oraz zmienia się skład gatunkowy. Na małych głębokościach dominują sestonofagi, a na większych detrytofagi.

### Abysal
Zoobentos jest ubogi pod względem liczby gatunków i organizmów. Zasoby pokarmowe są również ubogie. Najwięcej jest szkarłupni, występują również: równonogi, rozgwiazdy, wężowidła. Dominują detrytofagi.